# Petrivka, Prîlukî
Petrivka (în ucraineană Петрівка) este o comună în raionul Prîlukî, regiunea Cernihiv, Ucraina, formată numai din satul de reședință.

## Demografie
Componența lingvistică a comunei Petrivka
     Ucraineană (97,99%)
     Rusă (1,79%)
     Alte limbi (0,22%)
Conform recensământului din 2001, majoritatea populației comunei Petrivka era vorbitoare de ucraineană (97,99%), existând în minoritate și vorbitori de rusă (1,79%).